# Quebrada de San Lorenzo

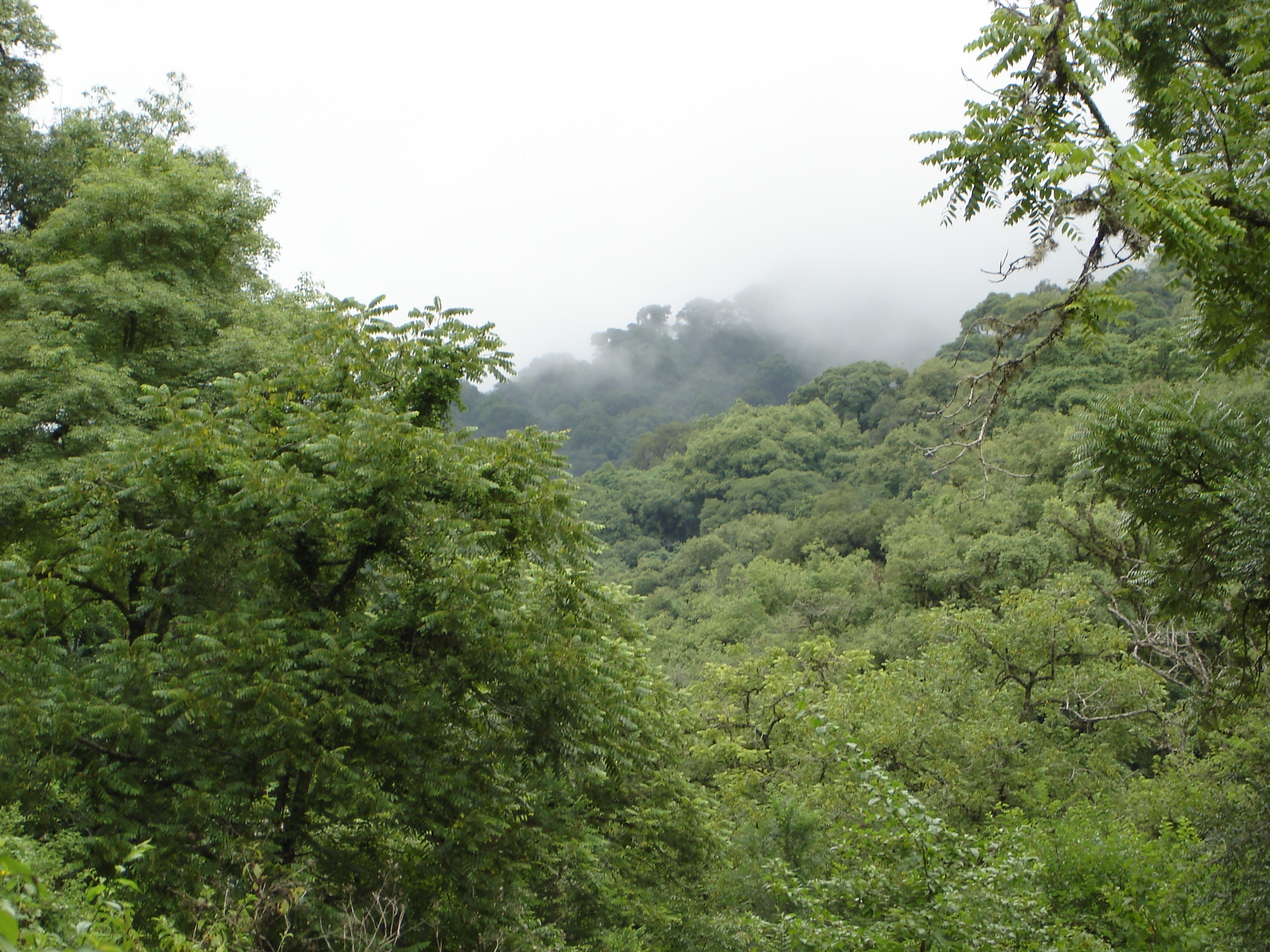
Cerros que rodean la quebrada.

La reserva natural municipal Quebrada de San Lorenzo o simplemente Quebrada de San Lorenzo se encuentra ubicada al oeste de Villa San Lorenzo, al pie de la precordillera o cordillera oriental en el Departamento Capital en la Provincia de Salta, norte de la República Argentina.
Tras abandonar la ruta provincial 28 que atraviesa Villa San Lorenzo y continuando por su calle principal, Avda. Juan Carlos Dávalos, se llega a la quebrada homónima.

## Características

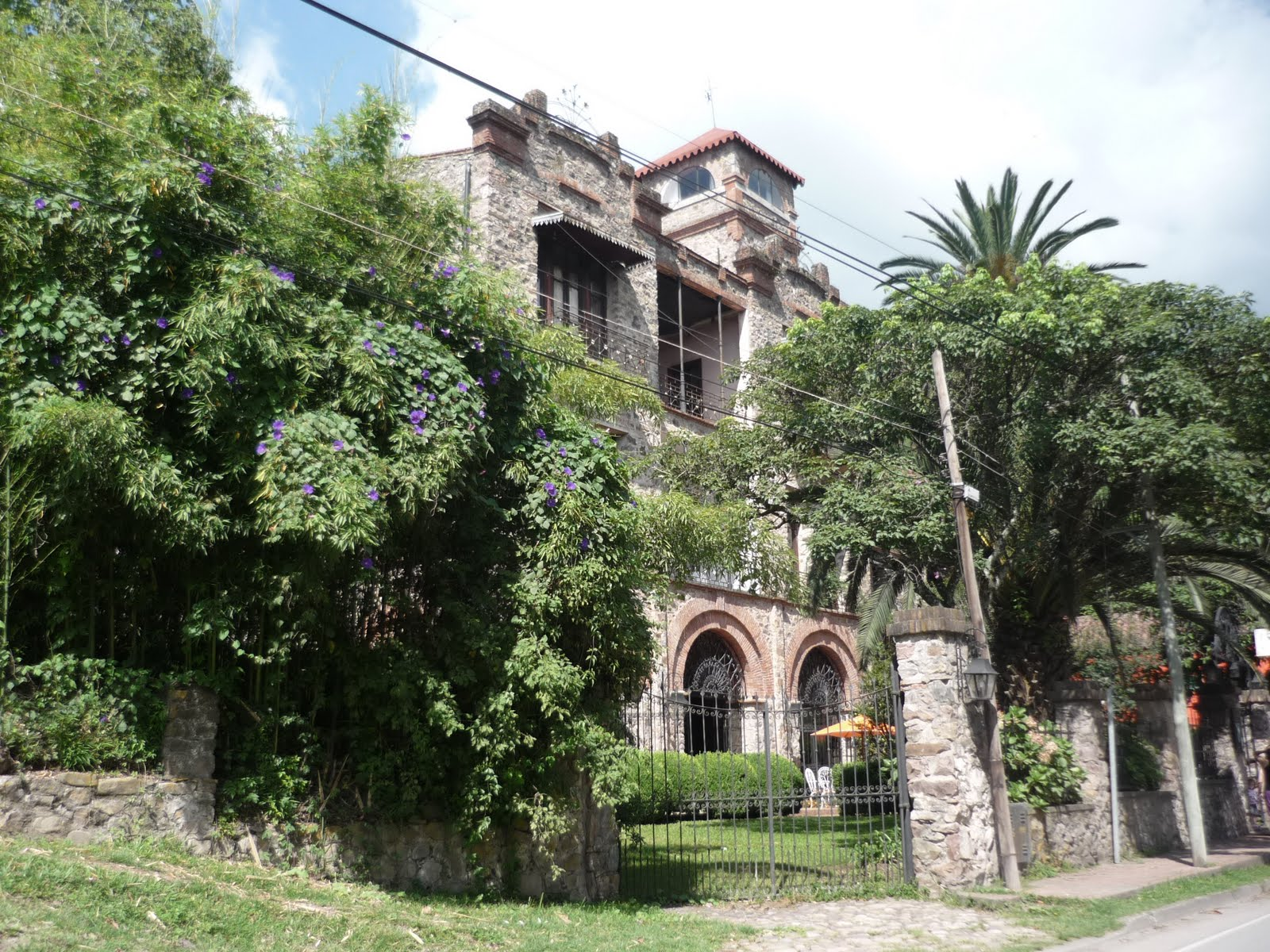
Villa San Lorenzo, Provincia de Salta.

Surcada por arroyos de aguas cristalinas, la quebrada  se encuentra dentro de las Yungas (del quechua “yunka” que significa valle cálido) en las sierras Subandinas  o primer escalón del edificio andino; ubicada como contrafuerte oriental de la Puna de Atacama y de características singulares, las nimboselváticas yungas forman una franja angosta en sentido este-oeste que se extienden por 250 km desde la provincia de Tucumán hasta más allá del límite con Bolivia, siendo un ecosistema complejo, frágil y cada vez más escaso.
Las Yungas o selvas húmedas en las laderas de montaña, cuentan con la presencia casi constante de nubes, fenómeno que se produce por el descenso de temperatura del aire cargado de humedad, que asciende por los cordones montañosos. Este rasgo característico del ambiente, eleva la humedad favoreciendo el desarrollo de las plantas epifitas, como helechos, líquenes, bromelias y orquídeas, que viven apoyadas sobre otras plantas, sin parasitarlas. Este tipo de plantas consiguen todos sus nutrientes, incluyendo el agua, de la acumulación de materia sobre los árboles, mientras que otros absorben el agua del aire que las rodea. De una rica biodiversidad, protege el suelo de las abundantes lluvias del verano y da vida a un curso de agua elemental para el hombre.
La hidrografía se caracteriza por estar conformada por ríos de montaña, la mayoría de ellos con variaciones estacionales de caudal, siendo la época de caudales máximos entre diciembre y marzo, mientras que los caudales mínimos (estiaje) se producen en los meses de septiembre y octubre.
Cruzada por numerosas serranías orientadas principalmente de norte a sur, esta región, con su relieve, intercepta los vientos húmedos del Atlántico y condensa la humedad en forma de lluvias orográficas, concentradas entre noviembre y abril (80 % de las lluvias, estación húmeda). Los registros varían desde los 1000 mm hasta un máximo conocido de 3000 mm. Se produce también una precipitación horizontal en la estación seca (mayo a octubre), resultado de la condensación sobre las copas de los árboles de la neblina; este fenómeno ha sido medido en distintos lugares, arrojando valores de entre 325 a 941 mm anuales.

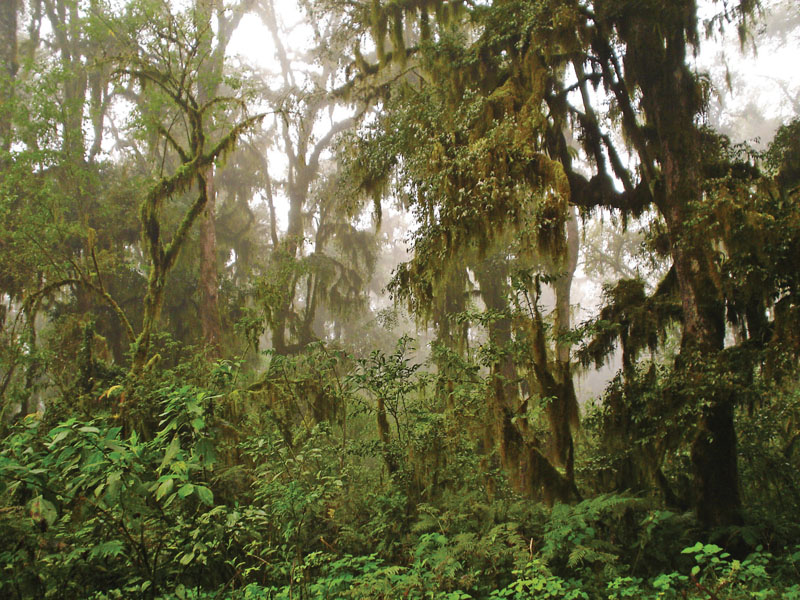
Selva de Yungas.

La flora de la Quebrada de San Lorenzo se basa en cinco tipos arbóreos: árboles de diez a quince metros de altura, árboles de menos de diez metros, hierbas altas o arbustos, herbáceas (helechos) que desaparecen a la sombra de las plantas más grandes, y el musgo.
Estas características permitieron también el desarrollo de una rica fauna, con una gran variedad de especies endémicas, especialmente en grupos como aves, anfibios y reptiles.
En este ambiente pueden verse con gran facilidad pájaros carpinteros, martines pescadores y urracas; viven también allí chuñas, gatos montés, pavas del monte, comadrejas, zorros, yaguaretés, pumas, corzuelas, mayuatos, chanchos del monte, zorrinos, cuis y el oso melero entre otros.
Pueden encontrarse también en la quebrada ejemplares de jacarandá, tipa blanca, tala, palo borracho, palo blanco, lapacho, carnabla, pacará, nogal del cerro, molle, cebil, pacay, bromelias, enredaderas, helechos, orquídeas, zarza mora, aliso del cerro y pino del cerro, entre otros. Los cedros son los árboles más altos de las Yungas. Actualmente los ejemplares adultos se encuentran en sitios inaccesibles o protegidos debido a que el hombre los taló en forma indiscriminada durante décadas.
Hoy, las Yungas son consideradas como uno de los ambientes con más alta biodiversidad de Argentina junto a la Selva Paranaense. Principalmente por su rápida fragmentación y destrucción se encuentran entre los ecosistemas más amenazados del mundo.
El 7 de noviembre de 2002 la reserva de biosfera de las Yungas fue incorporada a la Red Mundial de Reservas de la Biosfera por el Comité del Programa El Hombre y la Biósfera (MAB) de la UNESCO.

## Actividades dentro de la reserva

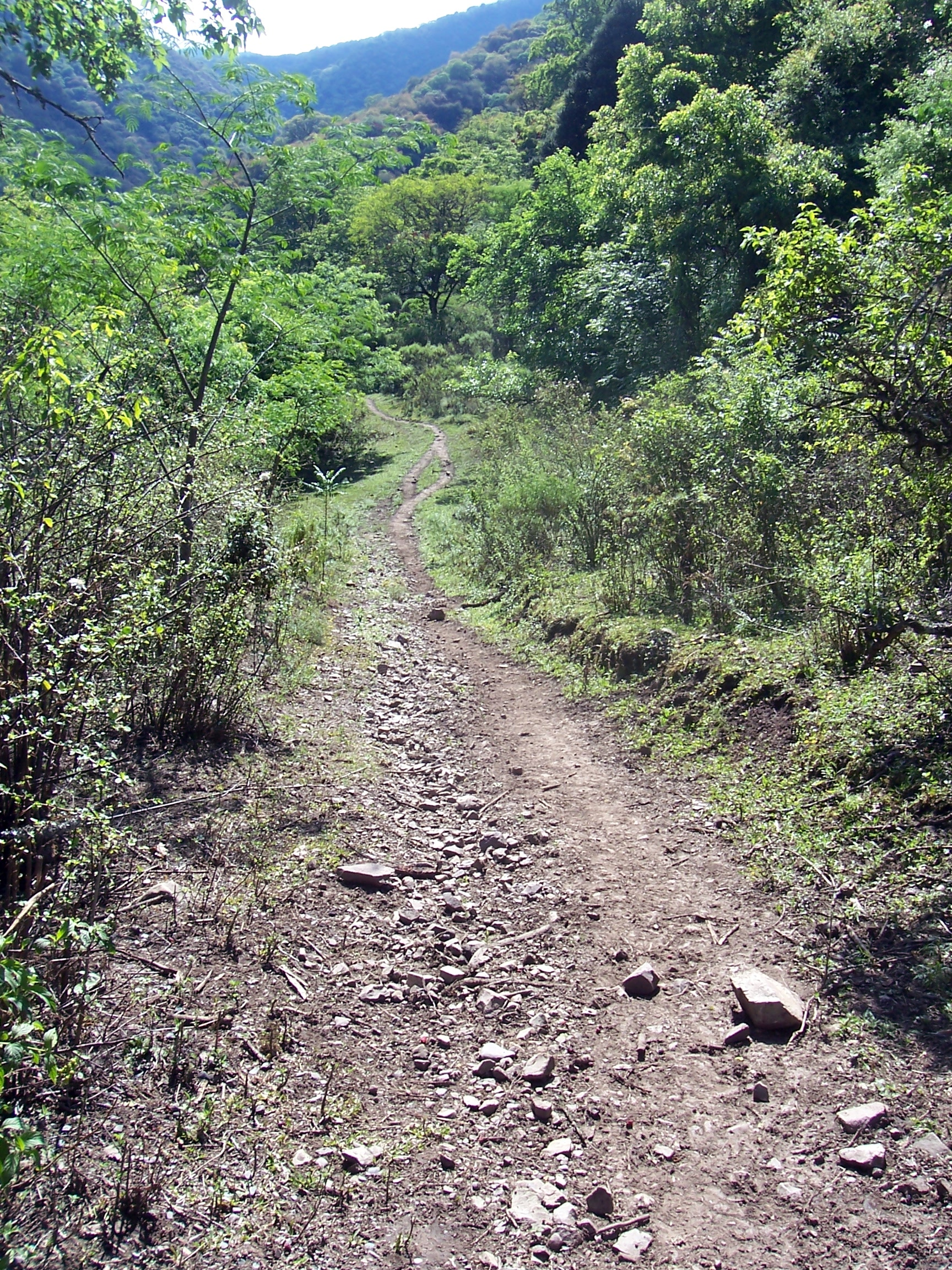
Ruta de senderismo en la quebrada

Atrayente por sus paisajes, sus quebradas, sus cerros, sus miles de verdes y por su ubicación privilegiada cercana a la ciudad de Salta, hacen de la quebrada y sus alrededores un sitio ideal para la realización de deportes como el trail running y actividades al aire libre o turismo aventura como ciclismo, excursiones en mountain bike, cabalgatas, senderismo (trekking y/o hiking), safaris o travesías fotográficas, travesías en vehículos todoterreno (4x4) o cuatriciclos, parapente para principiantes y para la observación de aves debido a la gran cantidad de especies autóctonas existentes.

### Mirador de San Lorenzo
Ascendiendo por la quebrada del cerro homónimo, se llega al mirador de San Lorenzo. De fácil acceso, el sitio forma parte de un predio privado denominado finca Los Maitines, del cual no debe solicitarse permiso para el acceso.
Desde este punto panorámico, puede apreciarse toda la villa, la ciudad de Salta y todo el valle de Lerma. En julio de 2011, dos turistas francesas fueron violadas y asesinadas a tiros en el mirador. El suceso tuvo repercusión internacional.

## Reserva natural provincial Finca Las Costas
Continuándose de la Quebrada de San Lorenzo del lado sudoeste, la reserva natural provincial de finca Finca Las Costas fue creada como reserva estricta (permanente e intangible) en el año 1995 por decreto provincial n.º 2327 con el fin de conservar y preservar, en los bosques montanos, la cuenca productora de agua más importante de la ciudad de Salta, la que brinda de agua potable al 40 % de la población de la ciudad.
La ecorregión, con una superficie de 10 259 ha, pertenece a la selva de yungas y contiene una cuenca hídrica cuyas nacientes se localizan en la zona montañosa. La finca se encuentra ubicada a los pies de la Quebrada de Arteaga de aproximadamente 4 km de extensión y de imponentes paisajes.
Extendiéndose entre los 1300 y 2400 m s. n. m., la reserva cuenta con un equipo de guardaparques, biólogos, veterinarios y una estación de rehabilitación y rescate de fauna silvestre denominada «Estación de Fauna Autóctona (EFA)» con vivero forestal de 62 hectáreas, única en su tipo en la provincia, en la que se resguarda en cautiverio especies de animales autóctonas de la región que se secuestran en operativos contra el tráfico animal. En ella podemos encontrar: ñandúes, cóndores, monos caí, coatíes, osos hormigueros, osos meleros, gatos del monte, loros, zorros, tucanes, pumas, aves de rapiñas, suris, tapires, llamas, guanacos, vicuñas, entre otros.
Si bien Finca Las Costas es una reserva cerrada, está permitido la realización de actividades como el senderismo, bicicleta de montaña, cuatriciclos o cabalgatas, recorriendo los senderos existentes en la Quebrada de Arteaga o de Potrero Grande con diferentes grados de dificultad que varían desde un nivel fácil-medio a exigente.
Puede también ascenderse al Cerro la cruz que se encuentra cercano al lugar.
Hoy la reserva se encuentra en proceso de recategorización y es propuesta como una reserva de usos múltiples.

### Otros puntos cercanos de interés
Desde Finca Las Costas parten circuitos que pueden realizarse a diferentes puntos cercanos de iguales características a la quebrada de San Lorenzo, entre la que se destacan: Potrero de Uriburu, vuelta a la quebrada, quebrada de Arteaga, potrero grande, quebrada la Toma, cerro La Cruz y Alto Astilleros.
Algunos de los circuitos se realizan en más de un día de duración, pudiendo pernoctarse en carpa o ranchos de pobladores ya adaptados para la excursión debido a que no existen refugios de montaña.